# Maarnse Berg
De Maarnse Berg is een heuvel in de gemeente Utrechtse Heuvelrug in de Nederlandse provincie Utrecht. De heuvel ligt ten westen van Maarn en maakt deel uit van de stuwwal Utrechtse Heuvelrug. Ten zuidoosten liggen de Zonheuvel, de Sint-Helenaheuvel en de Doornse Kaap en ten noorden van de heuvel ligt midden in de zandafgraving het zwerfsteneneiland.
De heuvel is 41,1 meter hoog.

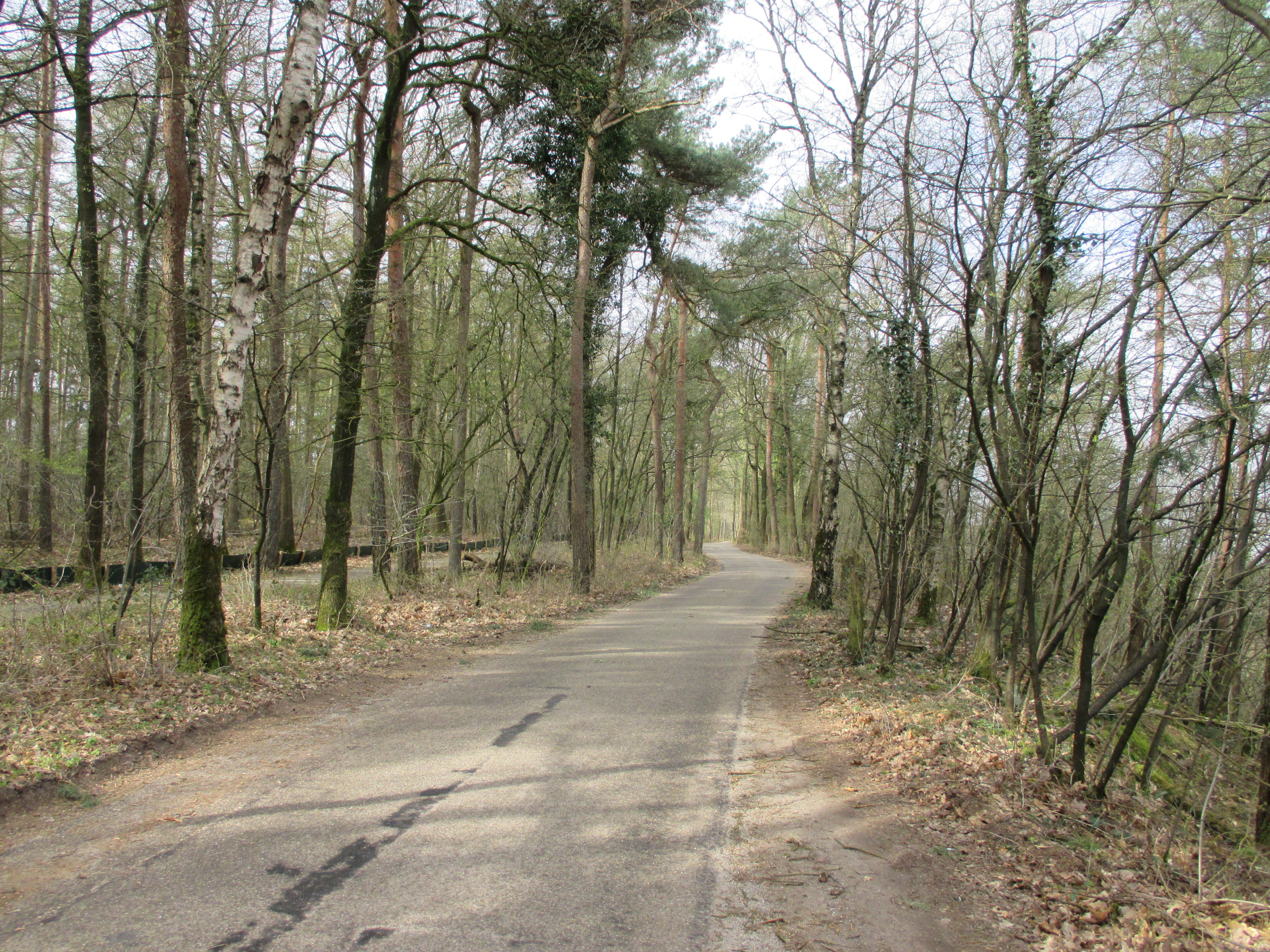
Maarnse Bergweg gezien richting top

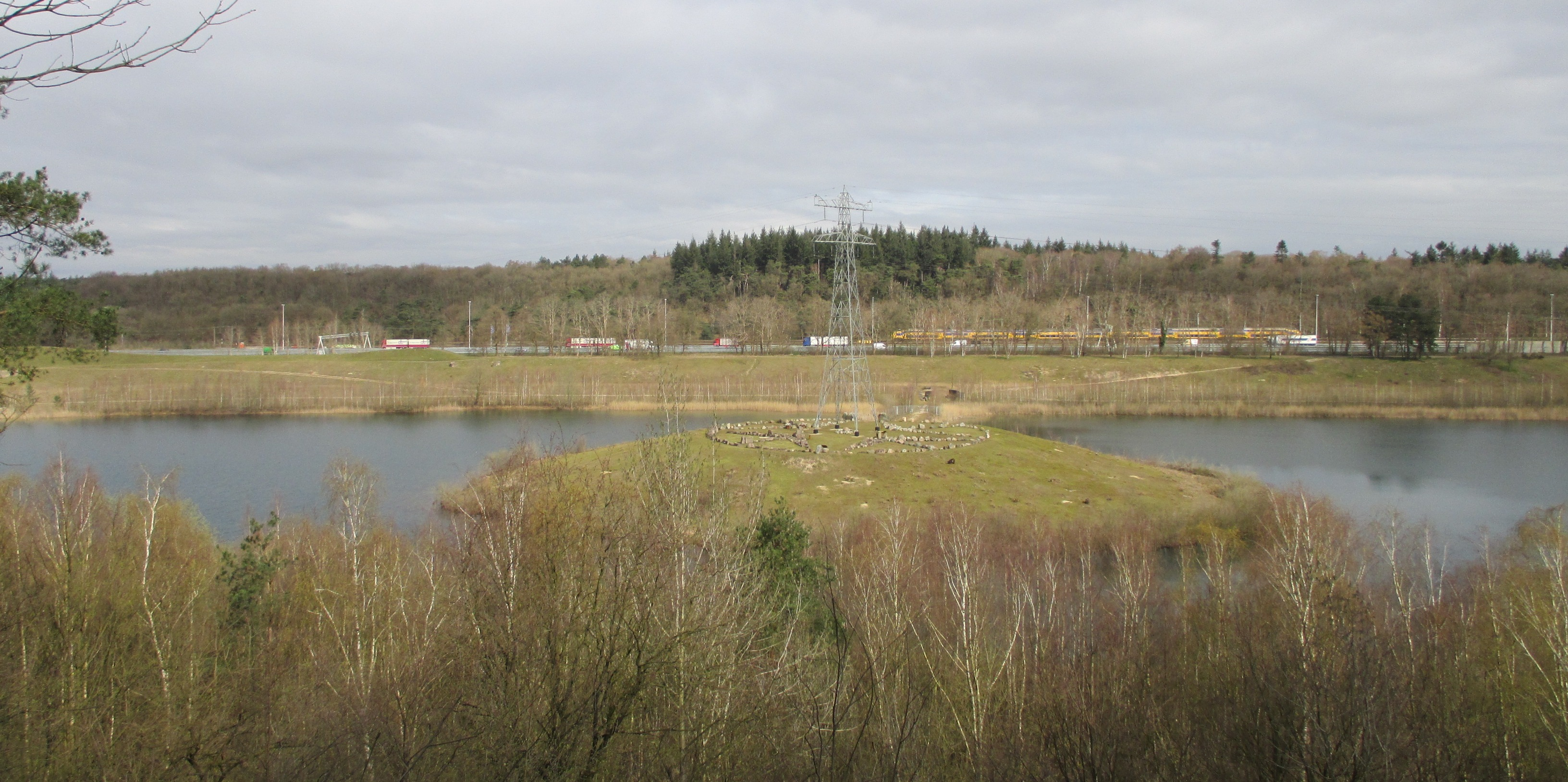
Uitzicht vanaf De Maarnse Berg op de zandafgraving. Kijkrichting Noord. Achtergrond: autosnelweg A12 en spoorlijn Arnhem - Utrecht